# Camerún en los Juegos Olímpicos de París 2024
Camerún estuvo representado los Juegos Olímpicos de París 2024 por un total de 6 deportistas que compitieron en 4 deportes. Responsable del equipo olímpico es el Comité Nacional Olímpico y Deportivo de Camerún, así como las federaciones deportivas nacionales de cada deporte con participación.
Los portadores de la bandera en la ceremonia de apertura fueron el atleta Emmanuel Eseme y la judoka Richelle Soppi Mbella.
El equipo olímpico de Camerún no obtuvo ninguna medalla en estos Juegos.